# 萬斯·西科夫
萬斯·西科夫（1985年7月19日—）是一位馬其頓足球運動員。在場上的位置是中後衛。他現在效力於奧地利足球超級聯賽球隊奧地利維也納足球俱樂部。他也代表馬其頓國家足球隊參賽。